# رود چاگودا
رود چاگودا (انگلیسی: Chagoda) یک رودخانه در استان لنینگراد کشور روسیه است.